# Helenčina studánka
Helenčina studánka je pramen v jižní části Podkomorských lesů. Je pramenem potoka Vrbovec (dříve Drbovec). Nachází se jižně pod Lipovým vrchem v nadmořské výšce 432 m v místní lokalitě Stinská v Katastru Bystrc. Jižně od studánky se nachází Kopeček, nejvyšší vrchol v Bobravské vrchovině.
Jméno studánky je spjato s Helenkou, hrdinkou Mrštíkovy Pohádky máje. Studánka je v díle zmiňována a opěvována.

## Popis
Portál studánky je vytvořen ze žulových kvádrů. Nad pramenem je umístěn bronzový reliéf s úryvkem textu z románu Pohádka máje. "Jako achát zasazený do smaragdu trávy tu rozlévala svoje vody." Reliéf zpracoval Oldřich Martínek podle návrhu architekta Bohuslava Kučery. Okolí pramene je upraveno k odpočinku turistů.

## Výstavba
- První dubový výtokový portál zřízen pravděpodobně koncem 19. století.
- Cihlové zaklenutí studánky zřízeno kolem roku 1920
- Roku 1983 byl vybudován současný žulový portál péčí Klubu Mrštíkovy Pohádky máje.
- V roce 1996 společnost Eurotel zajistila opravu studánky. Tuto péči dostala uloženou jako kompenzaci za výstavbu vysílače na nedalekém Lipovém vrchu.[1]
- V roce 2021 proběhla rekonstrukce studánky. Pramen je v roce 2022 vyveden nedaleko o něco níže po proudu.[2]

## Využití
- Studánka je tradičním turistickým cílem v jižní části Podkomorských lesů spolu s Podkomorskou myslivnou a Ríšovou studánkou. U studánky se protíná několik turistických a cykloturistických tras, které protínají hlavní hřeben v jižní části Podkomorských lesů.
- Slouží jako zdroj pitné vody. Rozbor vody je vyvěšen nedaleko studánky.
- Od roku 2009 zde pořádá i Římskokatolická farnost Ostrovačice každoročně tradiční bohoslužbu pod širým nebem.[3]
- Studánka je součástí sítě sledovaných vodních zdrojů Českého hydrometeorologického ústavu.[4]